# Giovanni I di Gaeta
Giovanni I (... – 933) è stato un nobile bizantino, ipato di Gaeta dall'867 alla morte.

## Biografia
Iniziò a regnare come co-reggente con il padre Docibile I dall'867. Nell'876 ricevette il titolo onorifico di Patrikios dall'imperatore bizantino Costantino VII Porfirogenito. Nel 906, alla morte del padre, governò da solo Gaeta fino al 914, quando col figlio Docibile II instaurò una co-reggenza.
Insieme, padre e figlio sostennero l'esercito bizantino dello stratego Niccolò Picingli contro le forze papali e spoletine. Nel 915 parteciparono alla Lega cristiana nella Battaglia del Garigliano e nella battaglia successiva. Il territorio gaetano, a seguito della vittoria, si estese fino al fiume Garigliano. Giovanni continuò la costruzione del castello iniziato dal padre e nel 933 associò alla reggenza anche il nipote, Giovanni II.
Giovanni I morì nello stesso anno.